# Leptoclinides hawaiensis
Leptoclinides hawaiensis är en sjöpungsart som beskrevs av Takasi Tokioka 1953. Leptoclinides hawaiensis ingår i släktet Leptoclinides och familjen Didemnidae. Inga underarter finns listade i Catalogue of Life.